# 张彝宪
张彝宪（?—1635年），明朝宦官。崇祯帝时司礼太监。
张彝宪有心计，崇祯帝令他钩校户部、工部二部出入，建公署名为户工总理，权力好像外任的总督、京城的团营提督一样。给事中宋可久、冯元飙等十余人劝谏，崇祯帝不纳。吏部尚书闵洪学率朝臣上疏力争，崇祯帝说：“苟群臣殚心为国，朕何事乎内臣。”大臣不敢再言。南京侍郎吕维祺上疏谴责辅臣不能匡救，礼部侍郎李孙宸也以召对力谏，崇祯帝都不听。张彝宪按行两部，踞尚书之上，命郎中以下谒见他。工部侍郎高弘图上疏请求归乡，被削籍罢去。张彝宪更加骄纵，扣押边镇军器不发。管盔甲主事孙肇兴弹劾其误国。崇祯帝反加罪于孙肇兴，将其逮捕入狱，后发配军中戍边。主事金铉、周镳都上谏请斥去张彝宪。工部尚书周士樸和张彝宪不和，被诘问罢去。崇祯八年（1634年）八月，撤监视总理。崇祯九年（1635年），命张彝宪守备南京，不久死去。

## 延伸阅读
[在维基数据编辑]
 《明史卷三百〇五》，出自《明史》